# Kelso, Washington
Kelso är administrativ huvudort i Cowlitz County i delstaten Washington i USA. Vid 2010 års folkräkning hade Kelso 11 925 invånare.